# Espitigneu II da Boémia

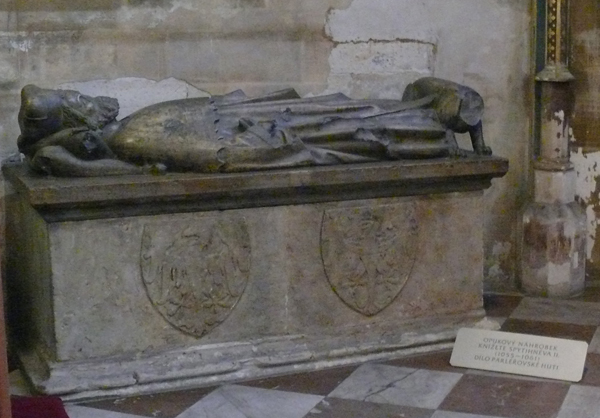
Tumulo de Spytihnev II da Boémia na Catedral de São Vito.

Spytihnev II da Boémia ou também Spitihnew ou ainda Spytihněv (1031 - 28 de janeiro de 1061) foi duque da Boémia, governou entre março de 1055 e 1061. O seu governo foi antecedido pelo de Bretislau I da Boémia e foi sucedido pelo de Bratislau II da Boémia.

## Biografia
Subiu ao poder por ser o filho mais velho de Bretislau I da Boémia, tendo a sua subida ao poder ducal sido comemorada com a primeira versão conhecida do cântico cristão Senhor, tende piedade de nós. Depois de sucessão ao trono, foi à cidade de Ratisbona para receber a confirmação do imperador, esta demonstração de lealdade ao Sacro Império Romano-Germânico não o impediu no entanto de expulsar todos os alemães de suas terras. Esta política anti-alemã continuou mesmo depois da sua morte.
A Questão das Investiduras levou o Papa Vítor II a procurar a aliança com o duque da Boémia, tendo em contrapartida Roma concedido o direito a Spytihněv de usar a mitra e túnica de bispo desde que este paga-se a soma anual de 100 marcas.
O irmão de Spytihnev, herdou a Morávia, tendo Spytihněv tentado reduzir sua autoridade ao prender 300 magnatas da Morávia e tirando a seu irmão direitos direitos na província. Este acontecimento levou a que Bratislau II da Boémia fugisse para o Reino da Hungria em 1058.
Apesar da fuga de Bratislau II da Boémia, este acabou por ser quem viria a suceder a Spytihněv, tendo confiado a Morávia a seu irmão Conrado I da Boémia. Seu filho Bedrich Swatobor entrou na igreja e tornou-se Patriarca de Aquileia. 

## Relações familiares
Foi filho de Bretislau I da Boémia "o Guerreiro"  (entre 1002 e 1005 -?), duque da Boémia e de Judite de Schweinfurt (c. 1000-1058), filha de Henrique de Schweinfurt (950-1017) e de Gerberga de Henneberg (968 - c. 1017). Casou com Ida de Wettin, filha de Teodorico II da Baixa Lusácia (989-19 de novembro de 1034) e de Matilde de Meissen, com quem teve:
1. Helena da Boémia casada com Esvetopolco II de Quieve (1050-16 de abril de 1113),
2. Bedrich Swatobor (? - 23 de fevereiro de 1086)